# Camilo José Vergara
Camilo José Vergara (Santiago, 1944) es un escritor, fotógrafo y documentalista nacido en Chile y radicado en Estados Unidos.
En 2013 recibió la Medalla Nacional de Humanidades entregada por el presidente de Estados Unidos Barack Obama.

## Biografía
Nacido en Santiago en 1944 en una familia privilegiada, Vergara obtuvo una licenciatura en sociología de la Universidad de Notre Dame en 1968 y posteriormente una maestría en sociología de la Universidad de Columbia en 1977.
Comenzó como fotógrafo callejero a principios de los años 70, cuando se mudó al barrio de Harlem en Nueva York.En esa misma década comenzó a utilizar técnicas fotográficas adaptadas de su propia formación como sociólogo: viajaba de una estación de metro a la siguiente, salía a la calle y luego fotografiaba los bloques circundantes.
Tras una década de trabajo fotográfico documentando el fenómeno de la desurbanización, Vergara publicó en 1995 el libro The New American Ghetto ("El nuevo guetto estadounidense") bajo la editorial Rutgers University Press, por el que recibió el premio Robert E. Park de la Asociación Estadounidense de Sociología en 1997.
A principios de 2020, Vergara inició un proyecto a largo plazo fotografiando el impacto urbano de la pandemia de COVID-19 en  las ciudades de Estados Unidos. Al comienzo, Vergara comenzó fotografiando en la costa oeste del país y luego se trasladó a Nueva York y Nueva Jersey, durante la fase más intensa de la pandemia en la región metropolitana de la ciudad de Nueva York.

## Reconocimientos
En 2013, Vergara recibió la Medalla Nacional de Humanidades de manos del presidente Barack Obama en una ceremonia en la Casa Blanca.La memoria oficial definió su trabajo:
La acumulación de sus imágenes a lo largo de los años hace que su trabajo sea un recurso invaluable para aquellos interesados en comprender el curso del deterioro urbano que afectó al país en la segunda mitad del siglo XX.
Cinco años más tarde, Vergara recibió un título honorífico por la The New School. 